# Бозовце
Бозовце или Бозовци (на македонска литературна норма: Бозовце; на албански: Bozofci, Бозофци) е село в Северна Македония, в община Тетово.

## География
Селото е разположено в областта Долни Полог, високо в източните склонове на Шар в долината на Шарската река.

## История
В края на XIX век Бозовце е албанско село в Тетовска каза на Османската империя. Според статистиката на Васил Кънчов („Македония. Етнография и статистика“) от 1900 година Бозовци е село, населявано от 330 жители арнаути мохамедани.
Според Афанасий Селишчев в 1929 година Бозовец (Бозовце) е село в Селечка община с център Шипковица и има 73 къщи с 472 жители албанци.
Според преброяването от 2002 година селото има 924 жители.
| Националност     | Всичко |
| северномакедонци | 1      |
| албанци          | 921    |
| турци            | 0      |
| роми             | 0      |
| власи            | 0      |
| сърби            | 0      |
| бошняци          | 0      |
| други            | 2      |

## Личности
Родени в Бозовце
- Фадил Сулеймани (р.1940), политик от Северна Македония, депутат